# 土屋了介
土屋 了介（つちや りょうすけ、1946年1月16日 - ）は、日本の外科医。学校法人国際学園理事長。
公益財団法人がん研究会理事。神奈川県顧問、元地方独立行政法人神奈川県立病院機構 理事長。元国立がんセンター中央病院長。専門は胸部外科学（特に進行肺癌の手術）。医学博士（東京医科歯科大学）。医学教育の論客としても知られる。星槎大学客員教授も務める。

## 来歴
東京教育大学附属駒場高等学校卒業、1970年慶應義塾大学医学部医学科卒業。米国メイヨー・クリニック留学、防衛医科大学校外科学第二講座助手、国立がんセンター中央病院臨床検査部長などを経て、2002年より同病院副院長、2006年より院長。この間には、医師国家試験委員、医道審議会専門委員などを歴任。1984年には、田宮賞、1987年には刀林賞を受賞。著書に『胸部単純写真とCT―症例を読む』（ベクトル・コア、1995年）ほかがある。
2008年には、厚生労働省の「安心と希望の医療確保ビジョン」具体化に関する検討会に委員として参加。その後、引き続き、「医療における安心・希望確保のための専門医・家庭医（医師後期臨床研修制度）のあり方に関する研究」班会議の班長の座に就いた。
2010年3月、独立行政法人化を控えた国立がんセンターの中央病院長を、定年を1年残して辞職すると表明した。理由として、当時のトップであった現職の総長が新しい独立行政法人の理事長の公募に応募したが選ばれなかったことの責任、初代理事長の嘉山孝正が自分より年下であるため、人事等がやりにくく困るであろうことなどを挙げている。4月1日付で依願退職し、公益財団法人がん研究会理事に就任した。2014年に地方独立行政法人神奈川県立病院機構理事長に就任、2018年解任され、黒岩祐治神奈川県知事や、中島正信神奈川県副知事らを相手取り、解任の取り消しを求めて横浜地方裁判所に提訴を行った。